# Catoblepa

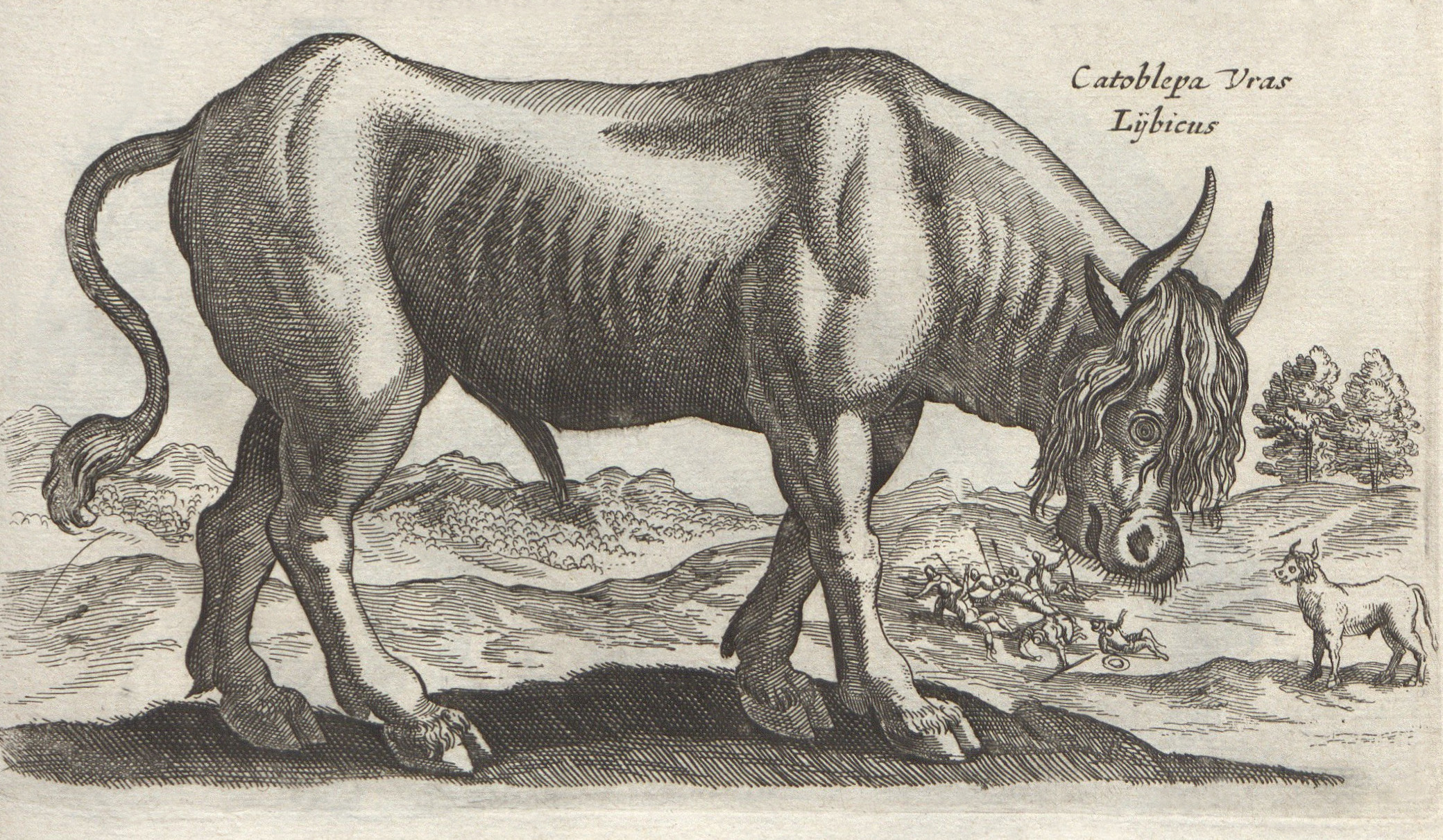
Un catoblepa in un'illustrazione tratta da un trattato del XVII secolo

Il catoblepa (catoblèpa; o, con accentazione latina, catòblepa; in latino catoblepas) è una creatura leggendaria descritta da Plinio il Vecchio e da Claudio Eliano. Nell'antica mitologia greca e romana era un «quadrupede africano, raffigurato col capo pesante sempre abbassato verso terra».

## Descrizione
Catoblepas deriva dal greco καταβλέπω, guardare verso il basso.
Plinio il Vecchio lo descrive come un animale di andatura pigra, che vive in Africa, ai confini dell'Etiopiaː il suo sguardo uccide chiunque all'istante, ma è difficile fissarlo negli occhi perché la sua testa pesa molto, e l'animale la tiene sempre chinata.
Un secolo più tardi, per Claudio Eliano, la creatura è un erbivoro delle dimensioni di un toro domestico, con una folta criniera, occhi stretti e iniettati di sangue, e uno spesso strato di ciglia. Nella descrizione di Eliano, il suo sguardo non è letale, ma il suo alito è velenoso, perché velenose sono le piante di cui si nutre e può trasformare esseri in pietra.
È probabile che entrambi gli autori si riferissero allo gnu.

## Nei media
È citato nella canzone Supergiovane del gruppo musicale italiano Elio e le Storie Tese presente nell'album Italyan, Rum Casusu Çikti del 1992.
Questa creatura è presente inoltre nella saga Eroi dell'Olimpo dell'autore americano Rick Riordan.
Si trova anche nei manuali di Dungeons & dragons col nome di catoblepas, fin dalle prime versioni. Nella loro versione, evidentemente tratta dall'origine storica, la bestia ha un lunghissimo collo con un viso somigliante ad un facocero.
Nei videogiochi Final Fantasy V, VIII, X e XV, nonché nel meno conosciuto Digital Devil Saga, è presente una creatura chiamata Catoblepas ed è presente anche come ingrediente nel primo episodio del videogioco The Witcher, e come avversario in vari Castlevania.

## Catoblepismo
Catoblepismo è un'espressione coniata nel 1962 da Raffaele Mattioli per riferirsi ai rapporti patologici creatisi in Italia, prima della crisi economica del 1930, tra il mondo dell'industria e il sistema creditizio: si trattava di un intreccio di interessi e poteri in cui il sistema bancario creditizio ordinario esercitava il controllo sul sistema industriale, mentre quest'ultimo risultava determinante per la sopravvivenza dell'altro. L'adozione di un simile modello di sviluppo economico aveva manifestato una serie di degenerazioni negli anni venti del Novecento, con ripetuti salvataggi di imprese operati dal sistema bancario. Questa forma di interventismo affidata al sistema creditizio aveva portato alla subordinazione degli interessi dei depositanti alla rete patologica di cointeressi che attraversava e legava il sistema dirigenziale bancario a quello industriale. Inoltre, aveva sfavorito l'emergere di una nuova classe imprenditoriale borghese, capace di operare una rottura del tradizionale assetto industriale italiano.
Il termine è stato riutilizzato nell'aprile 2013 da Fabrizio Barca, Ministro per la coesione territoriale del Governo Monti, per riferirsi ai rapporti patologici tra il sistema dei partiti politici italiani, i cittadini, e lo Stato.